# Aleksandra Mróz

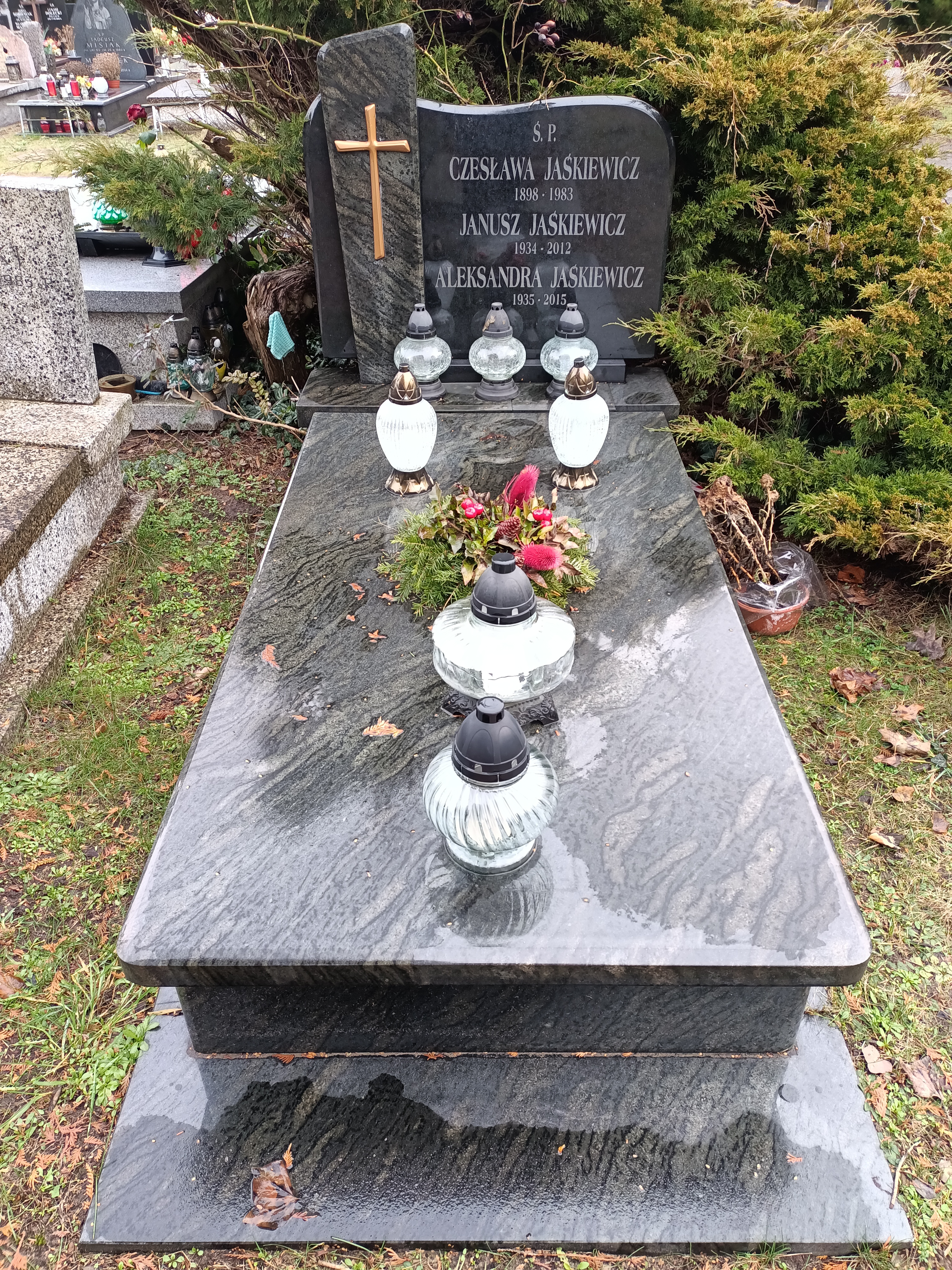
Grób Aleksandry Jaśkiewicz-Mróz na cmentarzu Północnym w Warszawie

Aleksandra Gabriela Mróz-Jaśkiewicz (ur. 23 czerwca 1935 w Bydgoszczy, zm. 5 lipca 2015 w Warszawie) – polska pływaczka, olimpijka z Helsinek 1952.
Specjalistka stylu klasycznego. Wielokrotna rekordzistka Polski na dystansie 100 m i 200 m stylem klasycznym. Mistrzyni Polski w wyścigu na:
- 100 m stylem klasycznym – 1951-1953,1955,1957-1959
- 200 m stylem klasycznym – 1952,1957-1958

Podczas igrzysk olimpijskich w 1952 reprezentowała Polskę na dystansie 200 m stylem klasycznym, wygrywając swój wyścig eliminacyjny, jednak została zdyskwalifikowana.
Jej mężem był od 1955 pływak Janusz Jaśkiewicz.